# 下毛野根麻呂
下毛野 根麻呂（しもつけの の ねまろ）
以下の2名が『続日本紀』に登場するが、姓が異なるこの両者が同一人物かどうか『続日本紀』の記載内容からははっきりしない。同一人物とする場合、公姓の根麻呂がのちに朝臣姓を賜姓されたことになる。
1. 称徳朝の公姓の人物
2. 光仁朝の朝臣姓の人物

## 下毛野 根麻呂 (公姓)
下毛野 根麻呂（しもつけぬ の ねまろ）は、奈良時代の貴族。姓は吉弥侯のち下毛野公。系譜は明らかでない。官位は外従五位下・芳賀郡少領。
天平神護元年（765年）2月に正六位上から外従五位下に昇叙され、同年3月に根麻呂ら一族4名が下毛野公の姓を賜与される。

## 下毛野 根麻呂 (朝臣姓)
下毛野 根麻呂（しもつけぬ の ねまろ）は、奈良時代の貴族。姓は朝臣。官位は外従五位下・下野介。
宝亀5年（774年）3月出羽介に任ぜられ、4月には下野介に転任している（当時の位階は外従五位下）。